# Jan Vos (poeta)
Jan Vos (Amsterdam, 1610 – Amsterdam, 12 luglio 1667) è stato un drammaturgo e vetraio olandese.
Di professione vetraio, fornì tutte le finestre per il nuovo municipio situato in Piazza Dam. Oltre alla sua attività di scrittore, Jan Vos ricoprì un ruolo significativo come direttore di opere teatrali e reggente del teatro, organizzando sfilate per conto dei sindaci della città. In questo contesto, curò la decorazione di numerosi carri allegorici con scene che, a volte, suscitarono critiche, scherno e disapprovazione. Caratterizzato da una personalità schietta, Vos contribuì in modo significativo alla vita culturale dell'Amsterdam del XVII secolo. La sua visione del teatro si distinse per la vivacità e l'emozione, in netto contrasto con le opere dei classici dotti, inclusi autori come Joost van den Vondel.

## Biografia
Jan Vos nacque ad Amsterdam intorno al 1610, figlio di una coppia cattolica, Jan Janz e Aeltje Dircx, che rimasero fedeli alla loro fede dopo l’Alterazione del 1578. Battezzato in una cappella cattolica segreta, mantenne la sua fede per tutta la vita, sostenendo la libertà di coscienza. Il 20 febbraio 1639 sposò Grietje Gerrets, dalla quale ebbe due figli, ma solo Maria sopravvisse.
Nel 1641 pubblicò "Aran e Tito", un'opera che gli diede notorietà, ispirata a "Tito Andronico" di Shakespeare. La sua commedia "La farsa di Oene" (1662) criticava le pratiche sleali dei commercianti di Amsterdam, mentre "Medea" (1667) rappresentò il suo apice artistico. Vos era ben introdotto nelle famiglie nobili di Amsterdam, scrivendo poesie occasionali e mantenendo rapporti con mecenati come i fratelli De Graeff e il libraio Jacob Lescaille.
Sostenitore della tolleranza religiosa, si oppose fermamente all'intolleranza dei predicatori riformati e dei puritani, schierandosi con la casa reale degli Stuart durante la guerra civile inglese. Morì sotto un grande crocifisso, rimanendo influenzato dalla mitologia antica e dall'estetica barocca cattolica.

## Attività
Jan Vos fu direttore del Teatro Schouwburg di Amsterdam progettato dall'architetto Jacob van Campen per diciannove anni, dal 1647 al 1667, collaborando con Tobias van Domselaer e Johannes Serwouters. Appartenente al Muiderkring, lavorò con abilità nella direzione di opere teatrali di Vondel e fece recitare la famosa attrice Adriana Nooseman. Aveva una buona comprensione delle preferenze del pubblico e ricevette commissioni dal governo cittadino per progettare sfilate e rievocazioni storiche.

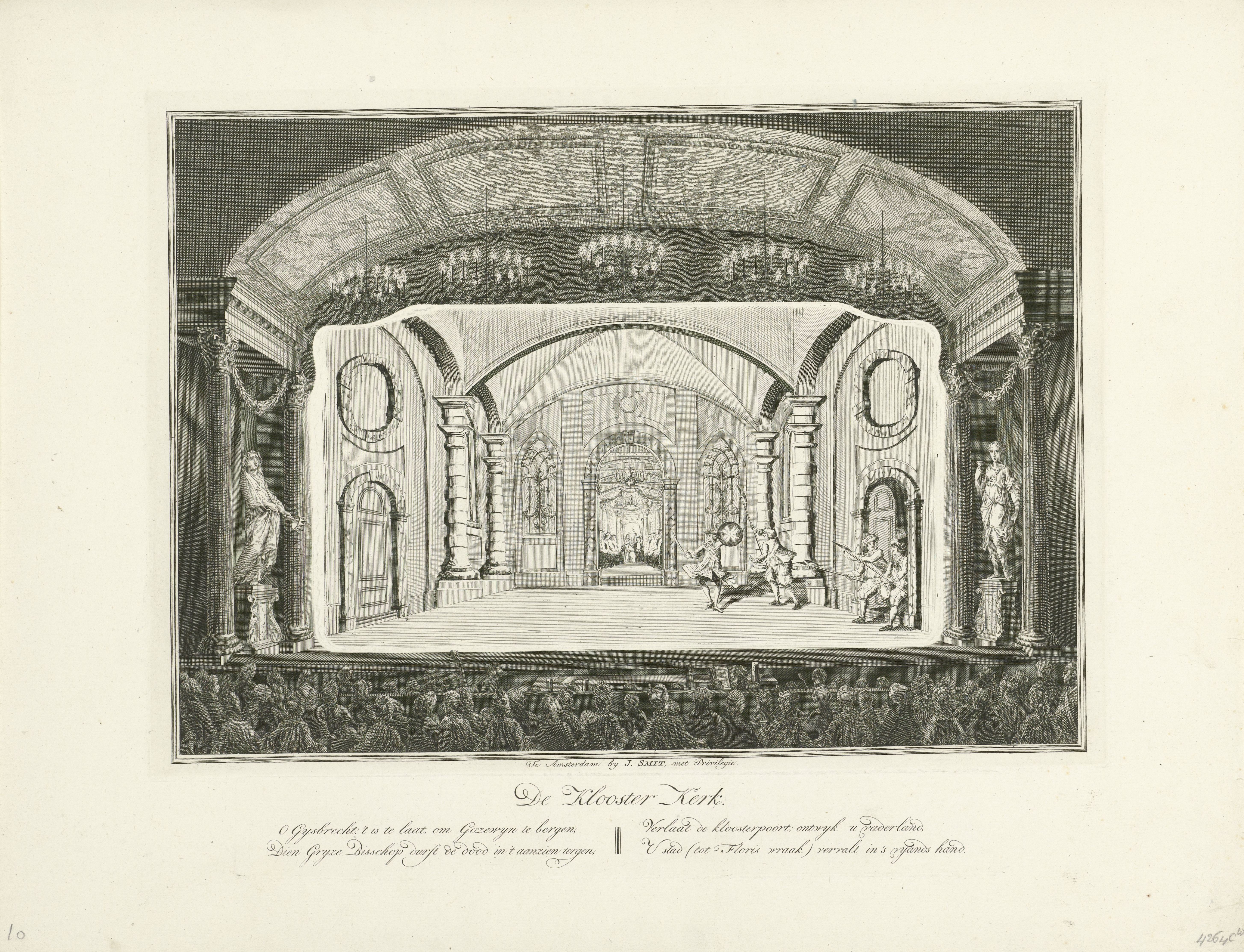
Rappresentazione del Gysbreght van Aemstel (1638) di J.van den Vondel, al teatro Schouwburg di Amsterdam, 1770 ca.

Nel 1654 organizzò dieci spettacoli in occasione della Pace di Westminster e, nel 1656, presentò otto opere a Cristina di Svezia durante la sua visita ad Amsterdam. Nel 1658, mostrò l'opera "Ontset van Coppenhaven", ispirata agli eventi politici contemporanei. Durante la visita di Amalia van Solms nel 1659, furono allestite venti scene, ma incontrò opposizione per la presenza di divinità pagane. La rappresentazione della decapitazione di Carlo I d'Inghilterra durante una visita di Maria Henriëtte Stuart portò a critiche nei confronti di Vos.
Sostenuto dagli amici Govert Flinck e Ferdinand Bol per le decorazioni, Vos integrò un balletto di Adamo ed Eva nella produzione "Lucifero" di Vondel, un'aggiunta che inizialmente fu ignorata dal drammaturgo. Nel 1667, Cosimo III de' Medici assistette a una rappresentazione di "Medea" o "Ghulde Vlies" di Lodewijk Meyer, mentre il Teatro Van Campen veniva ristrutturato in stile italiano, con un palcoscenico più profondo grazie all'aggiunta di un terreno adiacente.